# Jesús Sagredo
Jesús Manuel Sagredo Chávez (ur. 10 marca 1994 w Santa Cruz) – boliwijski piłkarz występujący na pozycji prawego lub środkowego obrońcy, reprezentant Boliwii, od 2023 roku zawodnik Bolívaru.
Jego brat bliźniak José Sagredo również jest piłkarzem.